# Daniel Suciu
Vasile-Daniel Suciu (ur. 7 listopada 1980 w Bystrzycy) – rumuński polityk i dziennikarz, w 2019 wicepremier oraz minister rozwoju regionalnego i administracji publicznej, poseł do Izby Deputowanych, w 2024 jej przewodniczący.

## Życiorys
W 2003 uzyskał licencjat z politologii na Universitatea „Lucian Blaga” din Sibiu, kształcił się w zakresie zarządzania publicznego na uczelni Școala de Studii Academice Post Universitare „Ovidiu Șincai” București. Podjął pracę jako dziennikarz, od 2004 do 2007 kierował działem politycznym w dzienniku „Mesagerul de Bistrița-Năsăud”. W 2007 kierował kancelarią prefekta okręgu Bistrița-Năsăud.
Zaangażował w działalność polityczną w ramach Partii Socjaldemokratycznej, od 2007 do 2012 był asystentem parlamentarnym PSD. W latach 2008–2012 zasiadał w radzie okręgu Bistrița-Năsăud. W 2012, 2016, 2020 i 2024 wybierano go do Izby Deputowanych. W lutym 2019 objął stanowisko wicepremiera oraz ministra rozwoju regionalnego i administracji publicznej w gabinecie Vioriki Dăncili. Zakończył pełnienie funkcji wraz z całym rządem w listopadzie 2019. We wrześniu 2024 został przewodniczącym niższej izby rumuńskiego parlamentu; zajmował to stanowisko do grudnia tego samego roku.

## Życie prywatne
Żonaty, ma dwoje dzieci.